# Слава Российскому флоту
«Слава Российскому флоту» (альтернативное название — «Морякам и создателям флота России») — памятник в Санкт-Петербурге, воздвигнутый в честь 300-летия Российского флота. Открыт 2 ноября 1996 года. Скульптор М. К. Аникушин, при участии В. Э Горевого и И. Б. Корнеева. Архитектор — Т. П. Садовский.

## История, описание
В 1992 году фондом «Памятники Российского флота» был объявлен конкурс на создание монумента. Победила работа скульптора М. К. Аникушин.
Памятник композиционно представляет собой бронзовую фигуру богини Ники, парящую над волной. В руках у Ники медный вымпел и стальной парусник. Ника зовёт моряков к родному берегу. Образ Ники связан с Родиной, с Россией. Рядом с Никой — летящие чайки. Исторически, фигуру Ники нередко помещали на рострах кораблей.
На лицевой стороне постамента — надпись, сделанная накладными золочёными буквами: «Морякам и создателям флота России». В верхней части постамента — бронзовый декоративный пояс с вензелем Петра I и надпись: «Указ Думе: году 1696 Флоту России быть. 1696—1996».
Скульптура установлена на гранитном постаменте в виде колонны.
Памятник «Слава Российскому флоту» установлен в месте, где от Невы отходит её рукав — Большая Невка. Он расположен в сквере на Петровской набережной: рядом с Нахимовским училищем и крейсером «Аврора».
Памятник «Слава Российскому флоту» открыт 2 ноября 1996 года в честь 300-летия Российского Флота. Его альтернативное название — «Морякам и создателям флота России».
Материалы памятника: бронза (скульптура, декоративные детали, литеры), гранит полированный (постамент), медь (вымпел), сталь нержавеющая (ботик). Общая высота памятника — 750 см, высота скульптуры — 350 см, высота постамента — 400 см, диаметр колонны — 115 см.